# Campeonato Paulista 1988
In 1988 werd het 87ste Campeonato Paulista gespeeld voor voetbalclubs uit de Braziliaanse staat São Paulo. De competitie werd georganiseerd door de FPF en werd gespeeld van 27 februari tot 31 juli. Corinthians werd kampioen. 
Ponte Preta en Bandeirante, die vorig jaar degradeerden vochten deze beslissing aan en mochten dan toch starten in de competitie van 1988, maar op Corinthians na wilde geen enkel ander team tegen hen spelen. In het tweede toernooi werkten ze dan toch een aantal wedstrijden af, maar werden begin juni dan toch uit de competitie gezet, alle wedstrijden werden geannuleerd. 

## Eerste toernooi

### Groep A
| Plaats | Club             | Wed. | W  | G | V  | Saldo | Ptn. |
| ------ | ---------------- | ---- | -- | - | -- | ----- | ---- |
| 1.     | Inter de Limeira | 19   | 10 | 6 | 3  | 23:10 | 26   |
| 2.     | São Paulo        | 19   | 11 | 3 | 5  | 35:20 | 25   |
| 3.     | Santos           | 19   | 9  | 6 | 4  | 20:12 | 24   |
| 4.     | XV de Jaú        | 19   | 7  | 7 | 5  | 26:25 | 21   |
| 5.     | Noroeste         | 19   | 5  | 9 | 5  | 19:19 | 19   |
| 6.     | Botafogo         | 19   | 7  | 4 | 8  | 18:25 | 18   |
| 7.     | Mogi Mirim       | 19   | 6  | 5 | 8  | 15:23 | 17   |
| 8.     | Juventus         | 19   | 5  | 6 | 8  | 19:26 | 16   |
| 9.     | Novorizontino    | 19   | 3  | 5 | 11 | 18:29 | 11   |
| 10.    | União São João   | 19   | 3  | 5 | 11 | 15:26 | 11   |

|  | Gekwalificeerd voor tweede toernooi |

### Groep B
| Plaats | Club             | Wed. | W  | G | V  | Saldo | Ptn. |
| ------ | ---------------- | ---- | -- | - | -- | ----- | ---- |
| 1.     | Corinthians      | 19   | 11 | 4 | 4  | 32:16 | 26   |
| 2.     | Guarani          | 19   | 9  | 8 | 2  | 35:15 | 26   |
| 3.     | São José         | 19   | 9  | 8 | 2  | 29:16 | 26   |
| 4.     | Palmeiras        | 19   | 8  | 7 | 4  | 26:18 | 23   |
| 5.     | Portuguesa       | 19   | 7  | 5 | 7  | 24:22 | 19   |
| 6.     | Ferroviária      | 19   | 7  | 4 | 8  | 24:31 | 18   |
| 7.     | XV de Piracicaba | 19   | 6  | 4 | 9  | 20:28 | 16   |
| 8.     | Santo André      | 19   | 2  | 9 | 8  | 20:30 | 13   |
| 9.     | São Bento        | 19   | 2  | 9 | 8  | 9:22  | 13   |
| 10.    | América          | 19   | 3  | 6 | 10 | 21:35 | 12   |

|  | Gekwalificeerd voor tweede toernooi |

## Tweede toernooi

### Groep A
| Plaats | Club             | Wed. | W | G | V | Saldo | Ptn. |
| ------ | ---------------- | ---- | - | - | - | ----- | ---- |
| 1.     | Guarani          | 6    | 4 | 1 | 1 | 7:3   | 9    |
| 2.     | São José         | 6    | 3 | 0 | 3 | 6:5   | 6    |
| 3.     | Inter de Limeira | 6    | 2 | 1 | 3 | 5:5   | 5    |
| 4.     | XV de Jaú        | 6    | 1 | 2 | 3 | 2:7   | 4    |

|  | Gekwalificeerd voor finale |

### Groep B
| Plaats | Club        | Wed. | W | G | V | Saldo | Ptn. |
| ------ | ----------- | ---- | - | - | - | ----- | ---- |
| 1.     | Corinthians | 6    | 2 | 4 | 0 | 8:5   | 8    |
| 2.     | São Paulo   | 6    | 2 | 3 | 1 | 8:6   | 7    |
| 3.     | Palmeiras   | 6    | 1 | 3 | 2 | 3:4   | 5    |
| 4.     | Santos      | 6    | 1 | 2 | 3 | 5:9   | 4    |

|  | Gekwalificeerd voor finale |

## Finale
|              |             |       |          |                                                                                       |
| 24 juli Heen | Corinthians | 1 – 1 | Guarani  | Morumbi, São Paulo Toeschouwers: 77.553 Scheidsrechter: Dulcídio Wanderley Boschillia |
| 24 juli Heen | Édson 51'   |       | 45' Neto | Morumbi, São Paulo Toeschouwers: 77.553 Scheidsrechter: Dulcídio Wanderley Boschillia |

|               |         |                       |             | |
| 31 juli Terug | Guarani | 0 – 1 n.v.            | Corinthians | Estádio Brinco de Ouro da Princesa, Campinas Toeschouwers: 49.604 Scheidsrechter: Arnaldo Cezar Coelho |
| 31 juli Terug |         | 4' (verlenging) Viola |             | Estádio Brinco de Ouro da Princesa, Campinas Toeschouwers: 49.604 Scheidsrechter: Arnaldo Cezar Coelho |

## Kampioen
| Campeonato Paulista de 1988      |
| São Paulo                        |
| -------------------------------- |
| CORINTHIANS Kampioen (20° titel) |